# Desirable
Desirable là một bộ phim sản xuất năm 1934 được đạo diễn Archie Mayo, diễn xuất bởi Jean Muir và George Brent.

## Câu chuyện
Helen Walbridge là một nữ diễn viên nổi tiếng muốn giấu kín tuổi thật của mình. Do đó cô đã để gửi con gái 19 tuổi của mình vào trường nội trú.

## Diễn viên
- Jean Muir vai Lois Johnson
- George Brent vai Stuart 'Mac' McAllister
- Verree Teasdale vai Helen Walbridge
- John Halliday vai Austin Stevens
- Charles Starrett vai Russell 'Russ' Gray
- Russell Hopton vai Chet
- Joan Wheeler vai Barbara, 'Babs'
- Barbara Leonard vai Margaret, Con gái của Gray
- Virginia Hammond vai Bà Emily Gray
- Pauline True vai Thư ký của Mac